# 김원일 (소설가)
김원일(金源一, 1942년 3월 15일~)은 대한민국의 소설가 겸 대학 교수이고, 현재는 순천대학교 문예창작학과 석좌교수로 있기도 하며, 본은 함창(咸昌)이다.

## 학력
- 대구농림고등학교
- 서라벌예술대학 문예창작학 전문학사
- 영남대학교 국문학 학사
- 단국대학교 대학원 국어국문학과 석사

## 경력
| - 1968년        | 도서출판 국민서관 상무이사                    |
| - 1968년        | 도서출판 국민서관 전무이사                    |
| - 1982년        | 중앙대학교 문예창작 강사                      |
| - 1991년        | 국제펜클럽 한국본부 인권위원회 위원장         |
| - 1993년        | 계원학원 상임이사                             |
| - 1993년~1995년 | 중앙대학교 예술대학 문창과 강사               |
| - 1993년~2005년 | 동서문학 주간                                 |
| - 1997년~2000년 | 한국문학번역금고 이사                         |
| - 1997년~2005년 | 한국현대문학관 관장                           |
| - 2008년~       | 대한민국예술원 회원                           |
| - 2010년~       | 순천대학교 인문예술대학 문예창작학과 석좌교수 |

## 생애
1942년 3월 15일에 3남 1녀 중 장남으로 경상남도 김해에서 출생하였고, 경상남도 밀양에서 잠시 유아기를 보낸 적이 있으며, 경상북도 대구에서 성장하였다. 1950년 한국 전쟁 당시 월북한 아버지로 인해 생계가 곤란하게 되어 신문배달 등을 하면서 중학교와 고등학교를 졸업하게 된다. 1962년 서라벌예술대학 문예창작과에 진학해 1964년에 전문학사 학위를 취득하였다. 1년 뒤인 1965년 영남대학교 국문학과 3년에 편입하였고, 이후 1968년에 영남대에서 학사 학위를 취득하였다. 또한 이후 1984년 단국대학교 대학원 국어국문학과에서 석사 학위를 취득하였다.
1961년 소설 〈알제리아〉가 《대구매일신문》 신춘문예에 당선되면서 문단에 등단한 후 유년 시절의 경험을 바탕으로 《바람과 강》, 《마당 깊은 집》 등을 집필하게 된다. 1967년 《어둠의 축제》가 《현대문학》 장편소설 공모에 당선되는 등 주목받는 소설가가 되었다.

## 작품의 세계

### 작품의 특징
김원일은 일곱 살에 겪은 한국전과 월북한 아버지로 인한 결손가족의 애환을 이후 40여 년에 걸친 그의 소설사를 관통하는 문학적 화두로 작용시켰다. 담담한 문체에 절제된 감정으로 6.25의 비극적인 사건을 이야기하는 김원일은 굴곡진 현대사를 몸으로 겪은 한글세대의 문학이고 궁핍한 농촌에서 한국전쟁과 4.19 혁명을 체험하고 산업화를 이룩한 우리세대의 삶을 가장 잘 표현할 줄 아는 작가로 열등의식에 사로잡혔던 사춘기와 가난에 대한 원망 등으로 초기 소설은 지나칠 정도로 사회 비판적인 시각이 우세했으나 40대 중반을 넘어서면서 중편이 많아지고 분위기도 대립에서 화해로 바뀐다.
그의 작품세계는 일제강점기의 역사를 다룬 초기의 실존적 경향의 소설 《늘푸른 소나무》(1993)에 이르기까지 상당한 변화를 보였지만 한국전쟁으로 인한 민족분단의 비극을 집요하게 파헤쳐 대표적인 '분단작가'이다. 또한 그의 작품들은 분단 현실을 보편성의 차원으로 끌어올려 빼어난 소설로 승화시키며 분단문학의 새로운 지평을 연 것으로 평가받는다.
작가의 어린 시절과 6·25전쟁으로 인한 분단을 주제로 한 대표 작품으로 《어둠의 혼》(1973), 《노을》(1977), 《연》(1979), 《미망》(1982) 등이 있다. 특히 《어둠의 혼》은 당시 비평계의 관심을 끌었으며, 장편 《노을》에서는 한국전쟁의 비극에서 벗어나지 못한 역사적 현실을 본격적으로 다루었다. 작가의 분단상황에 대한 문제의식은 어린아이의 관점에서 본 아버지의 이야기인 《연》과 고부간의 갈등을 분단의 비극적 상황과 관련시켜 파악한 《미망》으로 이어지며, 장편 《불의 제전》(1983)과 《겨울골짜기》(1986)에서 더욱 심화되어 나타난다. 이러한 분단소설을 통하여 그는 분단의 논리적 해명을 추구하고 있지는 않지만, 분단의 상처와 그로 인한 고통스러운 삶을 추적하고 있다.

### 모티프
<마당깊은 집>, <깨끗한 몸>이 특히 잘 보여주고 있는 것처럼 김원일의 소설에 있어서 피난살이 모티프는 억세고도 끈질긴 생명력을 일러주고 있다.
김원일의 작품들 중 온전히 회상의 방법에 의거한 <마당깊은 집>, <깨끗한 몸>, <불망> 등이 90년대 의 한국인들에게 가져다준 울림의 깊이와 넓이를 생각하면 기억과 회상의 기능 및 방법을 긍정적으로 헤아린 논리를 가볍게 떨쳐 버리기는 어려울 것이다. 김원일은 회억은 인간의 감상벽과 순수에의 본능을 가장 잘 자극하는 것이라는 이치를 <마음의 감옥>에서도 적절히 활용했다고 할 수 있다.
<마음의 감옥>에서는 김원일이 그 이전의 소설들에서 반복해서 취한 중요한 모티프 몇 가지를 확인할 수 있게 된다. 예컨대 전쟁 통에 아버지가 죽었다든가 젊어서부터 아버지의 역할까지 떠맡았던 어머니는 강한 느낌을 주었다든가 형제간이 서로 다른 이념이나 편에 선다든가 하는 반복모티프들이 있다. [아버지의 부재]라는 모티프에 대한 김원일의 애착은 남다르다. 그의 소설들에 있어서 아버지의 죽음, 그로 인한 부성의 상실이라는 모티프는 가장 원인적인 것이라고 볼 수 있다. 이에서 어머니는 강하고 엄하다는 모티프와 동생을 향한 형의 뜨거운 연민이라는 모티프가 빚어지게 된 것이다.
철저하게 대리부의 역할을 해내는 어머니를 통해서 우리 현대사의 비극을 깨달을 수 있게 된다. 그런가 하면 여러 가지 있을 수 있는 이념과 행동방식을 모성애라는 용광로 속에서 다 녹여 버리고 있는 어머니를 통해 우리 시대의 비극적 단면을 헤아리게 된다.
김원일의 소설은 그 특수한 배경으로 인해 분단문학이라는 독특한 지평을 획득하며 많은 연구가 논의되었지만 그러한 분단 상황의 중심에 성장하는 인물이 등장했음은 간과할 수 없다. 특히 성장하는 인물은 일인칭 유년기 화자로 설정되었으며 이는 작가의 자전적 체험을 기반으로 하고 있음을 볼 수 있다.
전쟁이라는 특수한 역사적 상황을 껴안고 살아가는 인물들의 이야기에 초점을 맞추었고, 아버지와 어머니 그리고 성장 주체의 소통과 정에 중점을 두었다. 특히 아버지의 부재 혹은 유년기 서술자에게 ‘이상적이지 않은’아버지상을 정리하며 아버지의 역할을 대신 맡게 된 어머니의 모습을 살폈다. 이때 어머니는 부재하는 아버지와 복합된 모습으로 그려진다. 가부장 중심의 가정에서 사라진 아버지 역할은 곧 장남인 유년기 화자에게 넘겨지고, 장자로의 역할을 이행하는 과정에서 서술자의 성장을 살필 수 있었다.
김원일의 작품은 그동안 주로 분단문학, 가족사 소설 등으로 다루어져 왔다. 6.25 전쟁이라는 일관된 소재로 탄생한 그의 작품은 분단문학이라는 독특한 지평을 획득했으며 전쟁과 연결된 시대적 배경 안에 가족의 이야기가 담겨 있는 것이다. 가족들의 이야기는 특히 작품 내 등장인물에 의해 전달되는 경우가 대부분이며 이때 화자는 어린 소년의 모습이 대부분이다. 즉 어린소년은 분단의 시대에 가족의 틀 안에서 성장하는 인물인 것이다. 이러한 특정으로 인해 그의 작품세계는 흔히 ‘성장’이라는 모티프에 의해 일관된 체제를 이루고 있다고도 말해진다.

## 작품 활동

### 소설
- 1966년 《1961ㆍ알제리아》
- 1967년 《어둠의 축제》
- 1968년 《소설적 사내》
- 1972년 《피의 체취》
- 1973년 《어둠의 혼》
- 1974년 《바라암》
- 1975년 《오늘 부는 바람》
- 1976년 《농무 일기》
- 1977년  장편소설 《노을》
- 1979년 《연》
- 1979년 《도요새에 관한 명상》
- 1983년  장편소설 《불의 제전》
- 1983년 《환멸을 찾아서》
- 1986년  장편소설 《겨울골짜기》
- 1986년  장편소설 《바람과 강》
- 1988년 《마당 깊은 집》
- 1990년 《마음의 감옥》
- 1993년 《늘푸른 소나무》
- 1996년 《아우라지로 가는 길》
- 1998년 《사랑아, 길을 묻지 않는다》
- 2007년 《전갈》

### 산문집
- 1991년 《사랑하는 자는 괴로움을 안다》
- 1993년 《삶의 결, 살림의 질》

## 수상경력
- 1974년 제20회 현대문학상
- 1978년 제4회 한국소설문학상
- 1978년 대한민국문학상 대통령상
- 1979년 한국창작문학상
- 1984년 제16회 동인문학상
- 1987년 제8회 요산문학상
- 1990년 제14회 이상문학상
- 1991년 기독교문화대상
- 1992년 우경문화예술상
- 1993년 제3회 서라벌문학상
- 1997년 영남대학교 자랑스런 영대인상
- 1998년 제3회 한무숙문학상
- 1998년 제10회 이산문학상
- 2002년 제2회 황순원문학상
- 2003년 제10회 이수문학상
- 2005년 제20회 만해문학상
- 2012년 은관문화훈장

## 참조
1. ↑  권영민, 한국현대작가연구, 서울: 文學思想社, 1993.
2. ↑  이평전, 김원일 소설의 ‘기억’과 ‘회상’ 연구, 우리문학회 : 우리문학연구, 2013, P. 317-340.
3. ↑  이상우, 전성영, 성장소설 연구 : 김원일 소설을 중심으로, 한남대학교 교육연구소 : 교육연구, 2011, P. 71-102
4. ↑  김미영, 김원일의 성장소설과 "삶의 수수께끼" 풀기, 한국언어문화학회 : 한국언어문화, 2008, P.15-42.